# راه و رسم سفر
راه و رسم سفر تله‌فیلمی ایرانی به کارگردانی حمید نعمت‌الله و محصول سال ۱۳۹۱ است.

## خلاصه داستان
خانم باقی که به جای خازنه در سفر قبلی آنها را همراهی کرده، اصرا دارد که دوباره به سفر بروند هر روز با تعریف و توضیح درباره نقطه ای از ایران به سراغ آنها می آید بالاخره آن دو هم موافق می شوند اما روزگار به سمتی پیش می رود که هربار با هماهنگ شدن مقدمات کار، مانعی پیش می اید و...

## منبع
1. ↑  «نمایش تله‌فیلم جدید حمید نعمت‌الله از شبکه سوم». خبرگزاری تسنیم. بایگانی‌شده از اصلی در ۴ آوریل ۲۰۱۳. دریافت‌شده در ۳ آوریل ۲۰۱۳.
2. ↑  «فیلم تلویزیونی راه و رسم سفر». وبگاه شبکه ۳. بایگانی‌شده از اصلی در ۲۱ مارس ۲۰۱۳. دریافت‌شده در ۳ آوریل ۲۰۱۳.
3. ↑  «خلاصه داستان فیلم تلویزیونی راه و رسم سفر». سینمای نو.
4. ↑  «آزیتا لاچینی جایگزین مرحومه مهین شهابی شد». تسنیم نیوز.